# Serra do Bouro
Pour les articles homonymes, voir Serra et Bouro.
Serra do Bouro est une freguesia portugaise du district de Leiria située dans la sous-région de l’Ouest.
Avec une superficie de 17,98 km2 et une population de 720 habitants (2001), la paroisse possède une densité de 40,0 hab/km2.